# Seungbong-ri
Seungbong-ri és una illa de Corea del Sud situada a la província d’Incheon, a la part nord-oest del país, a 70 km al sud-oest de Seül. Té una extensió de 3,3 quilòmetres quadrats.
La terra no té grans desnivells. El punt més alt de l'illa és a 96 metres sobre el nivell del mar. Cobreix 2,2 km de nord a sud i 3,2 km d'est a oest.
El clima és temperat. La temperatura mitjana és de 12 ° C. El mes més calorós fa 22 graus i el gener fa 2 graus centígrads. La pluja mitjana és de 1,573 mil·límetres a l'any. El mes més plujós és el juliol, amb 410 mil·límetres de pluja, i el gener més plujós, amb 26 mil·límetres.
Aquesta és l'illa on se situa l'acció de la sèrie Ojingeo Geim.